# اینویا
اینویا (انگلیسی: Ivnya) یک شهرک در بخش ایفنیانسکی استان بلگورود کشور روسیه است.